# Fortuna (beeld)
Fortuna (Frans: La Fortune) is een ivoren beeld van de Romeinse Fortuna, de godin van het lot. Het is van de hand van Charles Samuel (1862-1938), een Belgische beeldhouwer, etser en medaillist.

## Iconografie
Fortuna draagt een zilveren hoorn des overvloeds waaruit gouden munten vallen in haar hand. Het rad van fortuin waarop ze staat is omringd door putti en goudstukken. Het beeldje is uit één stuk ivoor van een slagtand gesneden en volgt de vorm ervan. Charles Samuel vond inspiratie bij de Hellenistische beelden uit terracotta van Boeotië in Griekenland. Het Griekse woord Τύχη (het lot), in zilveren letters aangebracht, verwijst ook naar Griekenland.

## Achtergrond
Edmond van Eetvelde, secretaris-generaal van de Onafhankelijke Congostaat had de intentie deze Belgische kolonie bij de Belgen te promoten tijdens de wereldtentoonstelling van 1894 in Antwerpen. Hij stelde gratis ivoor ter beschikking en vroeg aan Belgische kunstenaars om beeldjes te creëren. Fortuna, samen met een twintigtal andere beeldjes, stond opgesteld in een vitrine in de koloniale afdeling van de wereldtentoonstelling.
Fortuna was op 4 mei 1894 al te zien in de winkel van zilver- en goudsmid Louis Wolfers te Brussel en werd hoogstwaarschijnlijk daar ook gerealiseerd. Het geeft een deel van het historische verhaal van de Belgische ivoorsculptuur weer en vormt op internationaal gebied een van de hoogtepunten van de Belgische beeldhouwkunst van omstreeks 1900.

## Geschiedenis
In 2016 werd Fortuna via het Fonds Léon Courtin-Marcelle Bouché verworven door het Erfgoedfonds van de Koning Boudewijnstichting. Het is tentoongesteld in de Koninklijke Musea voor Kunst en Geschiedenis in Brussel.